# 리서치 유닉스

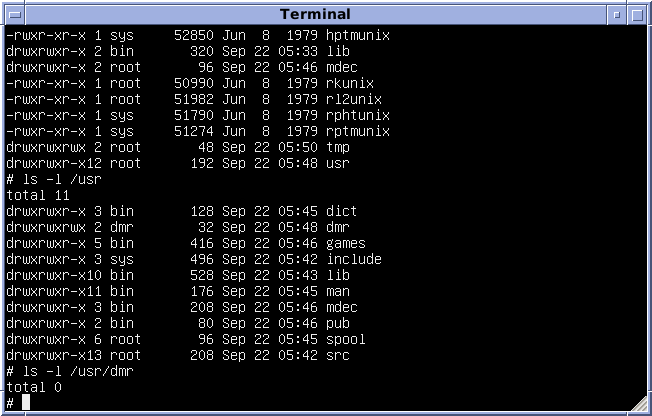
버전 7 유닉스

리서치 유닉스(Research Unix)는 벨 연구소 컴퓨팅 사이언시즈 리서치 센터(CSRC)가 개발한 DEC PDP-7, PDP-11, VAX, 인터데이터 7/32 및 8/32 컴퓨터용 초기 버전의 유닉스 운영 체제이다.

## 버전
| 매뉴얼 에디션 | 출시일          |
| ------------- | --------------- |
| 제1판         | 1971년 11월 3일 |
| 제2판         | 1972년 6월 12일 |
| 제3판         | 1973년 2월      |
| 제4판         | 1973년 11월     |
| 제5판         | 1974년 6월      |
| 제6판         | 1975년 5월      |
| 제7판         | 1979년 1월      |
| 제8판         | 1985년 2월      |
| 제9판         | 1986년 9월      |
| 제10판        | 1989년 10월     |
| 플랜 9 제1판  | 1992년          |

## 같이 보기
- 인페르노 (운영체제)